# Thomas Harlan
Christopher Thomas Harlan (Berlín, Alemania, 19 de febrero de 1929 - Schönau am Königssee, Alemania, 16 de octubre de 2010) fue un escritor alemán y director de cine en lengua francesa.

## Biografía
Descendía de una familia largamente relacionada con las letras y las artes. Nieto del dramaturgo Walter Harlan, era hijo del director Veit Harlan y la actriz Hilde Körber. Pasó su infancia en Berlín, donde su padre era favorito del régimen nazi. De niño conoció a Joseph Goebbels y a Adolf Hitler. En 1942, fueron evacuados a Zakopane, Polonia, luego a la finca de la familia en el condado de Slawno. En 1945 regresó a Berlín.
En Tubinga, comenzó a estudiar filosofía en 1947 con Michel Tournier. Gracias a una beca en la Sorbona se fue a París y continuó estudiando filosofía y matemáticas. Comenzó a trabajar para la radio francesa. Vivió con Gilles Deleuze y Michel Tournier, y más tarde con Pierre Boulez, Armand Gatti y Marc Sabathier-Lévêque. Junto con Klaus Kinski, emprendió en 1952 un viaje a Israel.
Al año siguiente, Harlan publicó su primera obra de teatro Bluma y viajó a la Unión Soviética. Fue coautor del guion de una película con su padre, pero el proyecto fue distorsionado y fracasó. En 1958 estrenó su segunda obra, Yo solo y ningún ángel, la primera pieza teatral antinazi del mundo, con el protagónico de la actriz argentina Cipe Lincovsky.
Harlan vivió en Polonia a partir de 1960,  donde investigó acerca de los campos de exterminio de Chelmno, Sobibor, Belzec y Treblinka. Impulsó miles de documentos sobre los crímenes de guerra alemanes y la apertura de más de 2.000 casos criminales contra los criminales de guerra alemanes, apoyado por el editor italiano Giangiacomo Feltrinelli. Fue encausado por traición por revelar material secreto en Polonia durante un año bajo arresto domiciliario. En la República Federal de Alemania, Hans Globke lo acusó de traición a la patria por haber utilizado los registros de los interrogatorios de la judicatura alemana en las publicaciones polacas. No fue condenado, pero no pudo entrar ni portar pasaporte alemán durante la década siguiente. Harlan interrumpió su trabajo en Varsovia en 1964, y nunca se materializó el libro planificado con Feltrinelli sobre criminales de guerra alemanes. 
La muerte de su padre lo llevó a Italia, donde se unió al grupo de izquierda Lotta Continua, que influenció su obra, viajes y cinematografía. 
Harlan viajó a Chile, Bolivia y Estados Unidos en 1974 y participó en el movimiento de resistencia contra el dictador chileno Pinochet. En Portugal tomó parte en la "revolución de los claveles" y trabajó en varios proyectos cinematográficos.
A partir de 2001, vivió en el hospital de Berchtesgaden en Schönau am Königssee, donde se casó con la cineasta Katrin Seybold.
Sus hermanas eran la actriz Maria Körber y Christa Susanne Körber Harlan, que se suicidó en 1989.

## Obra

### Teatro
- 1953: Bluma

- 1958: Ich selbst und kein Engel – Chronik aus dem Warschauer Ghetto

- 1964: Lux

### Film
- 1954: Verrat an Deutschland

- 1975: Torre Bela

- 1984: Wundkanal

- 1991: Souvenance

- 2007: Am Ararat

- 2007: Die Organigramme

### Ficción
- Rosa. Eichborn, Frankfurt 2000, ISBN 3-8218-0693-1.

- Heldenfriedhof con Moritz Kirschner. Eichborn, Frankfurt 2006, ISBN 3-8218-0764-4.

- Die Stadt Ys und andere Geschichten vom ewigen Leben. Eichborn, Frankfurt 2007, ISBN 3-8218-0717-2.

- Veit. Rowohlt, Reinbek 2011, ISBN 978-3-498-03012-4.

- Armes Luxemburg- "Pauvre Luxembourg". Belleville. ISBN 978-3-943157-09-3

### Autobiografía
- Das Gesicht deines Feindes. Ein deutsches Leben. Eichborn, Frankfurt 2005, ISBN 3-8218-0763-6.

- Neuauflage unter dem Titel Hitler war meine Mitgift. Rowohlt, Reinbek 2011, ISBN 978-3-499-25691-2

- Sieglinde Geisel: Nur was man singen kann, ist hörbar - Thomas Harlan. Sinn und Form 1/2012, S. 61-71.